# Пайкан
Пайкан — упразднённая метеостанция (тип населённого пункта) в Бурейском районе Амурской области России. Исключена из учётных данных в 1977 году.

## География
Метеостанция располагалась на левом берегу реки Бурея в месте впадения в неё реки Пайканчик, на расстоянии примерно 12 километра (по прямой) к юго-западу от поселка Талакан.

## История
Зимовье Пайкан основано в 1878 году. По данным на 1916 год зимовье Пайкан состояло из 2 дворов (население составляло 10 человек) и входила в состав Бурейнского горно-полицейского округа Амурского уезда Амурской области.
По данным 1926 года в Пайкане имелось 13 хозяйств (4 крестьянского типа и 9 прочих) и проживал 61 человек (27 мужчин и 34 женщины). В административном отношении являлась центром Пайканского сельсовета Завитинского района Амурского округа Дальневосточного края.
Решением Амурского исполкома от 30 декабря 1977 года № 522, метеостанция Пайкан исключена из учётных данных как населённый пункт служебного значения.